# 메탈슬러그 5
《메탈슬러그 5》(영어: Metal Slug 5)는 SNK에서 제작한 횡스크롤 액션 아케이드 게임으로, 2003년 발매되었다.

## 달라진 점

### 슬라이딩
슬라이딩은 메탈슬러그 5에서만 볼수있는 시스템으로 앉은 상태에서 약간의 거리를 미끄러지듯 이동하는 것으로, 앉기(↓)+점프(B) 버튼의 조합으로 발동한다. 서서 달리는 것보다 속도가 빠르고 특히 평지보다 내리막길에서 더 잘나가며 슬라이딩 중에도 공격이 가능하기 때문에 경우에 따라서 유용하다. 그러나 오발의 위험(특히 고지대에서 저지대의 적을 공격할 때)이 높다는 단점도 상존한다. 참고로, 팻플레이어 상태에서는 슬라이딩이 불가능하다.

## 캐릭터
캐릭터 구성이 메탈슬러그 2·X·3 때로 되돌아갔다. 타마 로빙과 에리 카사모토가 주캐릭터로 복귀되고, 트레버 스페이시와 나디아 커셀은 제외되었다.
- 마르코 로시 소령(PF)
- 타마이클 로빙 대위(PF)
- 피오 제르미 원사(스패로우즈)
- 에리 카사모토 하사(스패로우즈)

### 팻 캐릭터
메탈슬러그5도 다른 시리즈처럼 팻캐릭터가 있다. 미션 1에서 볼수있고 미션 2 초반에서도 어쩌다 팻캐릭터가 되는 경우가 있으며 몽키 캐릭터가 없다.

### 새로운 적군 구성
메탈슬러그 5에서는 주적이 기존의 모덴군과 아마데우스군과 마즈피플 아닌 프톨레마이크군으로 바뀌었다. 이들도 기존의 모덴군이나 아마데우스군과 기본적인 형태가 같지만 모습이 다르며 공격 패턴 또한 거의 같거나 비슷하다. 그러나 연발 기관단총을 사용하고, 근접 공격 시간이 빨라졌으며, 폭탄의 정확도가 증가하였다.

## 평가
| 평가                                                                                 |               |
| ------------------------------------------------------------------------------------ | ------------- |
| 통합 점수 통합사 점수 게임랭킹스 70.89%/70.47% [ 1 ] [ 2 ] 메타크리틱 71 [ 3 ] [ 4 ] |               |
| 통합 점수                                                                            |               |
| 통합사                                                                               | 점수          |
| 게임랭킹스                                                                           | 70.89%/70.47% |
| 메타크리틱                                                                           | 71            |

## 같이 보기
- 메탈슬러그 (비디오 게임)
- 메탈슬러그 2
- 메탈슬러그 3
- 메탈슬러그 4
- 메탈슬러그 6
- 메탈슬러그 7